# حمد حسن (لاعب كرة قدم)
حمد حسن خميس البلوشي (مواليد 18 مايو 1999) لاعب كرة قدم إماراتي يجيد اللعب في خط الدفاع.

## مسيرة اللاعب
لعب في نادي النصر ونادي العروبة ونادي الإمارات ونادي جلف يونايتد.